# Кубок европейских чемпионов по пляжному футболу 2014
Второй Кубок европейских чемпионов — это турнир по пляжному футболу, который проводился в Катании, Италия с 3 — 8 июня 2014. Турнир собрал большинство клубов-чемпионов национальных чемпионатов по пляжному футболу Европы, так же как Лига чемпионов УЕФА.
Россия была представлена на турнире двумя командами: «Локомотив» (Москва) и «Кристалл» (Санкт-Петербург).

## Участвующие команды
Двадцать пять команд из 22 стран подтвердили своё участие в турнире:
| - Катанья (Принимающая команда) - Милан (Национальный чемпион 2013 принимающей страны) - Террачина (Второе место национального чемпионата 2013 принимающей страны) - Локомотив (Победитель Кубка европейских чемпионов 2013) | - Кефалина - Артур Мьюзик - ФК БАТЭ - Богемия - Джокер - Фалфала - Кристалл | - Голдвин Плюс - Грембах Лодзь - Крейсс - Марсель - Спартак-2012 - Ростокер Роббен - Алуминьос Сотело | - Сабль Дансер - Брага - Сеферихисар - Огур Энемат - Портсмут - Искра - Эгмонд |

## Жеребьевка и регламент
13 мая 2014 года была проведена жеребьевка, которая разделила 25 команд на 7 групп. Три группы по 3 команды и четыре группы по 4 команды. По регламенту турнира из семи групп в плей-офф выходят команды, занявшие первые и вторые места, а также два лучших куба из числа занявших третьи места.
| ГРУППА A         | ГРУППА B    | ГРУППА C     | ГРУППА D    | ГРУППА E     | ГРУППА F      | ГРУППА G        |
| ---------------- | ----------- | ------------ | ----------- | ------------ | ------------- | --------------- |
| Катанья          | Кристалл    | Артур Мьюзик | Сеферихисар | Сабль Дансер | Милан         | Локомотив       |
| Алуминьос Сотело | Брага       | Эгмонд       | ФК БАТЭ     | Джокер       | Грембах Лодзь | Голдвин Плюс    |
| Крейсс           | Кефалина    | Фалфала      | Искра       | Богемия      | Спартак-2012  | Террачина       |
| −                | Огур Энемат | −            | −           | Портсмут     | Марсель       | Ростокер Роббен |

## Составы
26 мая 2014 года был опубликован полный список составов всех команд-участниц, с которым можно ознакомиться на сайте BSWW.

## Групповая стадия
| Условные обозначения                            |
| ----------------------------------------------- |
| Команда выходит в плей-офф                      |
| Команда получает место в плей-офф по уайлд-кард |

Время начала всех матчей указано по местному времени Катании, (UTC+2).

### Группа A
| Команда          | И | В | В+ | П | ГЗ | ГП | +/- | О |
| ---------------- | - | - | -- | - | -- | -- | --- | - |
| Катанья          | 2 | 2 | 0  | 0 | 11 | 7  | +4  | 6 |
| Алуминьос Сотело | 2 | 1 | 0  | 1 | 12 | 9  | +3  | 3 |
| Крейсс           | 2 | 0 | 0  | 2 | 5  | 12 | −7  | 0 |

| Катанья | 4 : 3 | Крейсс |
| ------- | ----- | ------ |
|         | Отчет |        |

| Катанья | 7 : 4 | Алуминьос Сотело |
| ------- | ----- | ---------------- |
|         | Отчет |                  |

| Алуминьос Сотело | 8 : 2 | Крейсс |
| ---------------- | ----- | ------ |
|                  | Отчет |        |

### Группа B
| Команда     | И | В | В+ | П | ГЗ | ГП | +/- | О |
| ----------- | - | - | -- | - | -- | -- | --- | - |
| Кристалл    | 3 | 3 | 0  | 0 | 20 | 3  | +17 | 9 |
| Брага       | 3 | 2 | 0  | 1 | 12 | 6  | +6  | 6 |
| Кефалина    | 3 | 1 | 0  | 2 | 7  | 21 | −14 | 3 |
| Огур Энемат | 3 | 0 | 0  | 3 | 5  | 14 | −9  | 0 |

| Брага | 7 : 2 | Кефалина |
| ----- | ----- | -------- |
|       | Отчет |          |

| Огур Энемат | 1 : 6 | Кристалл                                                              |
| ----------- | ----- | --------------------------------------------------------------------- |
| А. Арст 26′ | Отчет | 1′, 3′ Жоржиньо · 2′, 7′ Датинья · 12′ А. Папоротный · 35′ В. Аксёнов |

| Брага | 3 : 1 | Огур Энемат |
| ----- | ----- | ----------- |
|       | Отчет |             |

| Кристалл | 11 : 0 | Кефалина |
| --- | ------ | -------- |
| Датинья 10′, 16′, 17′, 22′, 23′ · Бруно Шавьер 16′, 34′ · В. Аксёнов 19′ · Ю. Крашенинников 20′ · К. Романов 33′ · В. Васильченко 35′ | Отчет  |          |

| Кефалина | 5 : 3 | Огур Энемат |
| -------- | ----- | ----------- |
|          | Отчет |             |

| Кристалл | 3 : 2 | Брага |
| -------- | ----- | ----- |
|          | Отчет |       |

### Группа C
| Команда      | И | В | В+ | П | ГЗ | ГП | +/- | О |
| ------------ | - | - | -- | - | -- | -- | --- | - |
| Артур Мьюзик | 2 | 2 | 0  | 0 | 12 | 7  | +5  | 6 |
| Фалфала      | 2 | 1 | 0  | 1 | 11 | 9  | +2  | 3 |
| Эгмонд       | 2 | 0 | 0  | 2 | 10 | 17 | −7  | 0 |

| Фалфала | 2 : 4 | Артур Мьюзик |
| ------- | ----- | ------------ |
|         | Отчет |              |

| Артур Мьюзик | 8 : 5 | Эгмонд |
| ------------ | ----- | ------ |
|              | Отчет |        |

| Эгмонд | 5 : 9 | Фалфала |
| ------ | ----- | ------- |
|        | Отчет |         |

### Группа D
| Команда     | И | В | В+ | П | ГЗ | ГП | +/- | О |
| ----------- | - | - | -- | - | -- | -- | --- | - |
| ФК БАТЭ     | 2 | 2 | 0  | 0 | 6  | 3  | +3  | 6 |
| Сеферихисар | 2 | 1 | 0  | 1 | 7  | 6  | +1  | 3 |
| Искра       | 2 | 0 | 0  | 2 | 4  | 8  | −4  | 0 |

| Искра | 3 : 5 | Сеферихисар |
| ----- | ----- | ----------- |
|       | Отчет |             |

| Сеферихисар | 2 : 3 | ФК БАТЭ |
| ----------- | ----- | ------- |
|             | Отчет |         |

| ФК БАТЭ | 3 : 1 | Искра |
| ------- | ----- | ----- |
|         | Отчет |       |

### Группа E
| Команда      | И | В | В+ | П | ГЗ | ГП | +/- | О |
| ------------ | - | - | -- | - | -- | -- | --- | - |
| Сабль Дансер | 3 | 3 | 0  | 0 | 21 | 8  | +13 | 9 |
| Богемия      | 3 | 1 | 1  | 1 | 13 | 12 | +1  | 5 |
| Джокер       | 3 | 0 | 1  | 2 | 10 | 11 | −1  | 2 |
| Портсмут     | 3 | 0 | 0  | 3 | 8  | 21 | −8  | 0 |

| Портсмут | 3 : 10 | Сабль Дансер |
| -------- | ------ | ------------ |
|          | Отчет  |              |

| Джокер | 3 : 4 (доп. вр.) | Богемия |
| ------ | ---------------- | ------- |
|        | Отчет            |         |

| Джокер | 4 : 3 | Портсмут |
| ------ | ----- | -------- |
|        | Отчет |          |

| Сабль Дансер | 7 : 2 | Богемия |
| ------------ | ----- | ------- |
|              | Отчет |         |

| Богемия | 7 : 2 | Портсмут |
| ------- | ----- | -------- |
|         | Отчет |          |

| Сабль Дансер | 5 : 3 | Джокер |
| ------------ | ----- | ------ |
|              | Отчет |        |

### Группа F
| Команда       | И | В | В+ | П | ГЗ | ГП | +/- | О |
| ------------- | - | - | -- | - | -- | -- | --- | - |
| Милан         | 3 | 3 | 0  | 0 | 19 | 12 | +7  | 9 |
| Грембах Лодзь | 3 | 2 | 0  | 1 | 13 | 12 | +1  | 6 |
| Марсель       | 3 | 1 | 0  | 2 | 15 | 14 | +1  | 3 |
| Спартак-2012  | 3 | 0 | 0  | 3 | 10 | 19 | −9  | 0 |

| Грембах Лодзь | 3 : 2 | Спартак-2012 |
| ------------- | ----- | ------------ |
|               | Отчет |              |

| Марсель | 3 : 5 | Милан |
| ------- | ----- | ----- |
|         | Отчет |       |

| Грембах Лодзь | 4 : 3 | Марсель |
| ------------- | ----- | ------- |
|               | Отчет |         |

| Милан | 7 : 3 | Спартак-2012 |
| ----- | ----- | ------------ |
|       | Отчет |              |

| Спартак-2012 | 5 : 9 | Марсель |
| ------------ | ----- | ------- |
|              | Отчет |         |

| Милан | 7 : 6 | Грембах Лодзь |
| ----- | ----- | ------------- |
|       | Отчет |               |

### Группа G
| Команда         | И | В | В+ | П | ГЗ | ГП | +/- | О |
| --------------- | - | - | -- | - | -- | -- | --- | - |
| Локомотив       | 3 | 3 | 0  | 0 | 17 | 7  | +10 | 9 |
| Голдвин Плюс    | 3 | 1 | 1  | 1 | 13 | 9  | +4  | 5 |
| Террачина       | 3 | 1 | 0  | 2 | 13 | 12 | 0   | 3 |
| Ростокер Роббен | 3 | 0 | 0  | 3 | 7  | 21 | −14 | 0 |

| Ростокер Роббен      | 2 : 7 | Локомотив                                                                  |
| -------------------- | ----- | -------------------------------------------------------------------------- |
| Потке 9′ · Тхурк 35′ | Отчет | 12′, 29′ Бельшиор · 17′ Маджер · 21′, 22′, 32′ А.Макаров · 25′ А.Бухлицкий |

| Голдвин Плюс | 4 : 3 (доп. вр.) | Террачина |
| ------------ | ---------------- | --------- |
|              | Отчет            |           |

| Террачина | 7 : 2 | Ростокер Роббен |
| --------- | ----- | --------------- |
|           | Отчет |                 |

| Локомотив                    | 3 : 2 | Голдвин Плюс   |
| ---------------------------- | ----- | -------------- |
| Маджер 4′, 35′ · Рафинья 19′ | Отчет | 8′, 13′ Фекете |

| Голдвин Плюс | 7 : 3 | Ростокер Роббен |
| ------------ | ----- | --------------- |
|              | Отчет |                 |

| Локомотив | 7 : 3 | Террачина |
| --------- | ----- | --------- |
|           | Отчет |           |

## Стадия плей-офф
Жеребьевка для определения пар одной восьмой финала будет проведена после завершения всех матчей группового этапа.
|  | 1/8 финала       | 1/8 финала   |              |       | Четвертьфиналы | Четвертьфиналы |             |             | Полуфиналы | Полуфиналы |  |  | Финал | Финал |
|  | ---------------- | ------------ | ------------ | ----- | -------------- | -------------- | ----------- | ----------- | ---------- | ---------- |  |  | ----- | ----- |
|  |                  |              |              |       |                |                |             |             |            |            |  |  |       |       |
|  | 6 июня 2014      |              |              |       |                |                |             |             |            |            |  |  |       |       |
|  |                  |              |              |       |                |                |             |             |            |            |  |  |       |       |
|  | Кристалл         | 7            |              |       |                |                |             |             |            |            |  |  |       |       |
|  | Кристалл         | 7            | 7 июня 2014  |       |                |                |             |             |            |            |  |  |       |       |
|  | Марсель          | 1            |              |       |                |                |             |             |            |            |  |  |       |       |
|  | Марсель          | 1            | Кристалл     | 7 (1) |                |                |             |             |            |            |  |  |       |       |
|  | 6 июня 2014      |              | Кристалл     | 7 (1) |                |                |             |             |            |            |  |  |       |       |
|  |                  | Локомотив    | 7 (0)        |       |                |                |             |             |            |            |  |  |       |       |
|  | Локомотив        | Локомотив    | 7 (0)        | 6     |                |                |             |             |            |            |  |  |       |       |
|  | Локомотив        |              | 7 июня 2014  | 6     |                |                |             |             |            |            |  |  |       |       |
|  | Алуминьос Сотело | 2            |              |       |                |                |             |             |            |            |  |  |       |       |
|  | Алуминьос Сотело | 2            | Кристалл     | 7     |                |                |             |             |            |            |  |  |       |       |
|  | 6 июня 2014      |              | Кристалл     | 7     |                |                |             |             |            |            |  |  |       |       |
|  |                  | Сабль Дансер | 4            |       |                |                |             |             |            |            |  |  |       |       |
|  | Артур Мьюзик     | Сабль Дансер | 4            | 3 (6) |                |                |             |             |            |            |  |  |       |       |
|  | Артур Мьюзик     | 7 июня 2014  |              | 3 (6) |                |                |             |             |            |            |  |  |       |       |
|  | Грембах Лодзь    | 3 (5)        |              |       |                |                |             |             |            |            |  |  |       |       |
|  | Грембах Лодзь    | 3 (5)        | Артур Мьюзик | 3     |                |                |             |             |            |            |  |  |       |       |
|  | 6 июня 2014      |              | Артур Мьюзик | 3     |                |                |             |             |            |            |  |  |       |       |
|  |                  | Сабль Дансер | 4            |       |                |                |             |             |            |            |  |  |       |       |
|  | Сабль Дансер     | Сабль Дансер | 4            | 3     |                |                |             |             |            |            |  |  |       |       |
|  | Сабль Дансер     |              | 8 июня 2014  | 3     |                |                |             |             |            |            |  |  |       |       |
|  | Сеферихисар      | 0            |              |       |                |                |             |             |            |            |  |  |       |       |
|  | Сеферихисар      | 0            | Кристалл     | 2     |                |                |             |             |            |            |  |  |       |       |
|  | 6 июня 2014      |              | Кристалл     | 2     |                |                |             |             |            |            |  |  |       |       |
|  |                  | Милан        | 0            |       |                |                |             |             |            |            |  |  |       |       |
|  | ФК БАТЭ          | Милан        | 0            | 4     |                |                |             |             |            |            |  |  |       |       |
|  | ФК БАТЭ          | 7 июня 2014  |              | 4     |                |                |             |             |            |            |  |  |       |       |
|  | Голдвин Плюс     | 5            |              |       |                |                |             |             |            |            |  |  |       |       |
|  | Голдвин Плюс     | 5            | Голдвин Плюс | 4     |                |                |             |             |            |            |  |  |       |       |
|  | 6 июня 2014      |              | Голдвин Плюс | 4     |                |                |             |             |            |            |  |  |       |       |
|  |                  | Милан        | 5            |       |                |                |             |             |            |            |  |  |       |       |
|  | Милан            | Милан        | 5            | 3     |                |                |             |             |            |            |  |  |       |       |
|  | Милан            |              | 7 июня 2014  | 3     |                |                |             |             |            |            |  |  |       |       |
|  | Богемия          | 2            |              |       |                |                |             |             |            |            |  |  |       |       |
|  | Богемия          | 2            | Милан        | 6     |                |                |             |             |            |            |  |  |       |       |
|  | 6 июня 2014      |              | Милан        | 6     |                |                |             |             |            |            |  |  |       |       |
|  |                  | Брага        | 3            |       | Третье место   | Третье место   |             |             |            |            |  |  |       |       |
|  | Брага            | Брага        | 3            | 2     | Третье место   | Третье место   |             |             |            |            |  |  |       |       |
|  | Брага            | 7 июня 2014  | 7 июня 2014  | 2     |                |                | 8 июня 2014 | 8 июня 2014 |            |            |  |  |       |       |
|  | Фалфала          | 7 июня 2014  | 7 июня 2014  | 0     |                |                | 8 июня 2014 | 8 июня 2014 |            |            |  |  |       |       |
|  | Фалфала          | Брага        | 10           | 0     | Сабль Дансер   | 1              |             |             |            |            |  |  |       |       |
|  | 6 июня 2014      | Брага        | 10           |       | Сабль Дансер   | 1              |             |             |            |            |  |  |       |       |
|  |                  | Катанья      | 7            |       | Брага          | 4              |             |             |            |            |  |  |       |       |
|  | Катанья          | Катанья      | 7            | 3     | Брага          | 4              |             |             |            |            |  |  |       |       |
|  | Катанья          |              |              | 3     |                |                |             |             |            |            |  |  |       |       |
|  | Террачина        | 2            |              |       |                |                |             |             |            |            |  |  |       |       |
|  | Террачина        | 2            |              |       |                |                |             |             |            |            |  |  |       |       |

### 1/8 финала
| Артур Мьюзик | 3 : 3 (доп. вр.) | Грембах Лодзь |
| ------------ | ---------------- | ------------- |
|              | Отчет            |               |
| Пенальти     |                  |               |
|              | 6 : 5            |               |

| ФК БАТЭ | 4 : 5 | Голдвин Плюс |
| ------- | ----- | ------------ |
|         | Отчет |              |

| Милан | 3 : 2 | Богемия |
| ----- | ----- | ------- |
|       | Отчет |         |

| Кристалл | 7 : 1 | Марсель |
| -------- | ----- | ------- |
|          | Отчет |         |

| Локомотив | 6 : 2 | Алуминьос Сотело |
| --------- | ----- | ---------------- |
|           | Отчет |                  |

| Сабль Дансер | 3 : 0 | Сеферихисар |
| ------------ | ----- | ----------- |
|              | Отчет |             |

| Брага | 2 : 0 | Фалфала |
| ----- | ----- | ------- |
|       | Отчет |         |

| Катанья | 3 : 2 | Террачина |
| ------- | ----- | --------- |
|         | Отчет |           |

### Четвертьфиналы
| Кристалл                                                                         | 7 : 7 (доп. вр.) | Локомотив                                                                       |
| -------------------------------------------------------------------------------- | ---------------- | ------------------------------------------------------------------------------- |
| Датинья 6′ · В. Аксёнов 8′, 34′, 38′ · А. Папоротный 24′, 39′ · Бруно Шавьер 34′ | Отчет            | 7′, 36′ Фернандо · 30′ Рафинья · 35′, 38′ Бельшиор · 36′ Маджер · 39′ А. Шкарин |
| Пенальти                                                                         |                  |                                                                                 |
| Бруно Шавьер · В. Аксёнов                                                        | 1 : 0            | Бельшиор · Маджер                                                               |

| Артур Мьюзик | 3 : 4 | Сабль Дансер |
| ------------ | ----- | ------------ |
|              | Отчет |              |

| Голдвин Плюс | 4 : 5 | Милан |
| ------------ | ----- | ----- |
|              | Отчет |       |

| Брага | 10 : 7 | Катанья |
| ----- | ------ | ------- |
|       | Отчет  |         |

### Матчи за 5-8 места
| Локомотив                                    | 3 : 4 | Артур Мьюзик                                                 |
| -------------------------------------------- | ----- | ------------------------------------------------------------ |
| А.Перемитин 15′ · Фернандо 27′ · Рафинья 29′ | Отчет | 18′ В. Гладченко · 24′ О. Зборовский · 28′, 30′ А. Корнийчук |

| Голдвин Плюс | 4 : 4 | Катанья |
| ------------ | ----- | ------- |
|              | Отчет |         |
| Пенальти     |       |         |
|              | 4 : 3 |         |

### Полуфиналы
| Кристалл                                                                 | 7 : 4 | Сабль Дансер                                                   |
| ------------------------------------------------------------------------ | ----- | -------------------------------------------------------------- |
| Бруно Шавьер 8′, 27′, 28′ · А. Папоротный 11′, 33′ · В. Аксёнов 12′, 32′ | Отчет | 18′ Х. Таиаруи · 21′ А. Чен · 27′ А. Ширинци · 36′ Т. Заверони |

| Милан | 6 : 3 | Брага |
| ----- | ----- | ----- |
|       | Отчет |       |

### Матч за седьмое место
| Локомотив                                                                                             | 7 : 2 | Катанья         |
| --- | ----- | --------------- |
| А. Макаров 7′ · Ю. Горчинский 15′ · Маджер 18′, 32′ · Бельшиор 20′ · И. Леонов 36′ · А. Перемитин 36′ | Отчет | 7′, 18′ Родриго |

### Матч за пятое место
| Артур Мьюзик                                                             | 5 : 1 | Голдвин Плюс |
| ------------------------------------------------------------------------ | ----- | ------------ |
| О. Зборовский 1′ · А. Борсук 2′, 33′ · А. Рясенко 30′ · А. Корнийчук 36′ | Отчет | 3′ Д. Верник |

### Матч за третье место
| Сабль Дансер    | 1 : 4 | Брага                                     |
| --------------- | ----- | ----------------------------------------- |
| Т. Заверони 12′ | Отчет | 1′, 10′ Мигель · 9′ Йонас · 19′ Б. Торрес |

### Финал
| Кристалл                  | 2 : 0 | Милан |
| ------------------------- | ----- | ----- |
| Жоржиньо 7′ · Датинья 14′ | Отчет |       |

## Победитель
| Победитель Euro Winners Cup 2014: |
| --------------------------------- |
| ПФК «Кристалл» Первый титул       |

## Индивидуальные награды
| Лучший игрок (MVP)       | Лучший игрок (MVP) | Лучший игрок (MVP) |
| ------------------------ | ------------------ | ------------------ |
| Бруно Шавьер ( Кристалл) |                    |                    |
| Лучший бомбардир         |                    |                    |
| Мартинс Сантос ( Милан)  |                    |                    |
| 13 голов                 |                    |                    |
| Лучший вратарь           |                    |                    |
| Дона ( Брага)            |                    |                    |

## Итоговое положение команд
| Место | Команда      |
| ----- | ------------ |
| 1     | Кристалл     |
| 2     | Милан        |
| 3     | Брага        |
| 4     | Сабль Дансер |
| 5     | Артур Мьюзик |
| 6     | Голдвин Плюс |
| 7     | Локомотив    |
| 8     | Катанья      |